# Sodus (Nowy Jork)
Sodus – miasto w Stanach Zjednoczonych, w stanie Nowy Jork, w hrabstwie Wayne.